# 大帕米尔
大帕米尔（波斯語：‎，羅馬化：Pāmīr-e Bozorg / Pāmīr-e Kalan）是帕米尔的八帕之一，位于阿富汗与塔吉克斯坦国界瓦罕东北部的帕米尔河山谷。长60 km，北侧为南阿尔楚尔山，南侧为瓦罕岭.
佐库里湖位于大帕米尔的山谷中，湖水从西岸向西流出，成为阿-塔两国界河帕米尔河，最后注入阿姆河。佐库里湖位于分水岭上。东侧的高原沼泽湖群是苏里斯提克河（又名伊斯提克河）的河源，该河东北流注入阿克苏河，最后成为穆尔加布河。
大帕米尔是当地吉尔吉斯族牧民的夏季牧场。